# Somme de Riemann
Ne doit pas être confondu avec Série de Riemann.
En mathématiques, et plus précisément en analyse, les sommes de Riemann sont des sommes finies approchant des intégrales. En pratique, elles permettent de calculer numériquement des aires sous la courbe de fonctions ou des longueurs d'arcs, ou inversement, de donner une valeur à des suites de sommes. Elles peuvent également être utilisées pour définir la notion d'intégration. Leur nom vient du mathématicien allemand Bernhard Riemann.
L'idée directrice derrière la construction des sommes revient à approcher la courbe par une fonction constante par morceaux, avec des valeurs choisies de sorte à approcher au mieux la fonction originelle, puis à additionner les aires des rectangles ainsi formés, et enfin réduire la largeur de ces rectangles. C'est la mise en application de l'intégrale de Riemann. 

## Définition du cas le plus usuel
Soit {\displaystyle f:[a,b]\rightarrow \mathbb {R} } une fonction définie en tout point du segment [a , b]. On se donne une subdivision marquée σ = (a = x0 < x1 < x2 < ... < xn = b ; ti ∈ [xi – 1, xi] pour i = 1, … , n). La somme de Riemann de f sur [a , b] liée à σ est définie par : 
Si le pas de la subdivision σ tend vers zéro, alors la somme de Riemann générale converge vers {\displaystyle \int _{a}^{b}f(t)~\mathrm {d} t}. C'est d'ailleurs la définition originale  par Riemann de son intégrale.
Si, au lieu de demander que les sommes de Riemann convergent vers une limite L lorsque le pas est majoré par un nombre δ qui tend vers zéro, on demande que les sommes de Riemann puissent être rendues arbitrairement proches d'une valeur L lorsque xi –xi – 1 ≤ δ(ti), ti ∈ [xi – 1, xi], avec δ une fonction strictement positive, on arrive au concept de l'intégrale de Kurzweil-Henstock. C'est une généralisation qui permet d'intégrer plus de fonctions, mais qui donne la même valeur à l'intégrale lorsque la fonction est déjà intégrable au sens de Riemann.
Cas particuliers
Certains choix de ti sont plus répandus :
- pour ti = xi – 1 pour tout i, on parle de méthode des rectangles à gauche
- pour ti = xi pour tout i, on parle de méthode des rectangles à droite
- pour ti = 1/2(xi – 1 + xi) pour tout i, on parle de méthode du point médian
- pour f(ti) = sup {f(t), ti ∈ [xi – 1, xi]} pour tout i, on parle de somme de Riemann supérieure ou somme de Darboux supérieure
- pour f(ti) = inf {f(t), ti ∈ [xi – 1, xi]} pour tout i, on parle de somme de Riemann inférieure ou somme de Darboux inférieure

Ces deux derniers cas constituent la base de l'intégrale de Darboux.
Un cas couramment rencontré est celui d'une subdivision à pas constant : pour un entier n > 0 et une subdivision régulière
la somme de Riemann (la plus communément rencontrée[réf. nécessaire]) associée à f est alors :
Ces sommes de Riemann équidistantes sont celles de la méthode des rectangles (à droite) pour le calcul des intégrales ; leur intérêt principal vient du « théorème » suivant, qui est en réalité un cas particulier de la définition de l'intégrale de Riemann : si f est intégrable au sens de Riemann,
Exemple : la somme de Riemann associée à la fonction {\displaystyle x\mapsto {\sqrt {1-x^{2}}}} sur une subdivision régulière de [0 ; 1] converge vers π/4 :
{\displaystyle {\frac {\pi }{4}}=\int _{0}^{1}{\sqrt {1-x^{2}}}~{\rm {d}}x=\lim _{n\to \infty }{\frac {1}{n}}\sum _{k=1}^{n}{\sqrt {1-\left({\frac {k}{n}}\right)^{2}}}=\lim _{n\to \infty }{\frac {1}{n^{2}}}\sum _{k=1}^{n}{\sqrt {n^{2}-k^{2}}}.}
Du point de vue du calcul numérique il est plus avantageux de considérer les sommes  (méthode des trapèzes) :
qui s'obtiennent en faisant la moyenne des méthodes des rectangles à gauche et à droite.

### Applications
Une application des Sommes de Riemann est la formule sommatoire d'Euler-MacLaurin, permettant notamment d'accélérer le calcul de limite de séries lentement convergentes.[style à revoir]
Les sommes à pas variables ont aussi leur utilité dans les mathématiques, et ce dès le niveau lycée, comme le montre la méthode de Wallis pour faire la quadrature des fonctions puissances f(x) = xα. Soit b > a > 0 et N ≥ 1. Écrivons b = a ωN, et prenons comme subdivision du segment [a , b] celle définie par les xk = a ωk. Avec comme points d'évaluations ξk = xk –1, on obtient la somme 
{\displaystyle S_{N}=\sum _{k=0}^{N-1}a\omega ^{k}(\omega -1)a^{\alpha }\omega ^{k\alpha }=a^{\alpha +1}{\frac {(\omega -1)(\omega ^{N(\alpha +1)}-1)}{\omega ^{\alpha +1}-1}}={\frac {\omega -1}{\omega ^{\alpha +1}-1}}(b^{\alpha +1}-a^{\alpha +1})}
Lorsque N → ∞, on a ω → 1 (en effet avec ω = 1 + h, on a b/a ≥ 1 + Nh > 1) et {\displaystyle {\frac {\omega ^{\alpha +1}-1}{\omega -1}}\to {\alpha +1}}, (facile lorsque α est entier puisque le quotient vaut alors 1 + ω + ω2 + ... + ωα et vrai en général). D'où
{\displaystyle \lim S_{N}={\frac {b^{\alpha +1}-a^{\alpha +1}}{\alpha +1}}}
Le pas de la subdivision est δ = b – b/ω et il tend vers zéro puisque comme nous l'avons déjà indiqué ω → 1 pour N → ∞ (concrètement δ = bh/ω < bh ≤ 1/n b (b/a –1) avec à nouveau ω = 1 + h). On trouve ou retrouve donc
{\displaystyle \int _{a}^{b}x^{\alpha }\,\mathrm {d} x={\frac {b^{\alpha +1}-a^{\alpha +1}}{\alpha +1}}}
Le cas α = –1 (quadrature de l'hyperbole), était exclu dans le calcul ci-dessus et en effet il est particulier. On doit reprendre le calcul de SN qui vaut maintenant SN = N(ω – 1). On obtient la relation suivante :
{\displaystyle \lim N((b/a)^{\frac {1}{N}}-1)=\int _{a}^{b}{\frac {{\rm {d}}t}{t}}\quad (=\ln(b/a))}
Une relation bien connue qui s'insère dans la théorie générale des fonctions logarithme et exponentielle et de leurs rapports avec les fonctions puissances. Si ces fonctions et leurs propriétés sont connues, on peut en effet retrouver la limite ci-dessus en écrivant
{\displaystyle N((b/a)^{\frac {1}{N}}-1)={\frac {{\rm {e}}^{{\frac {1}{N}}\log(b/a)}-1}{\frac {1}{N}}}}
et en rappelant que {\displaystyle \lim _{\epsilon \to 0}{\frac {{\rm {e}}^{\epsilon x}-1}{\epsilon }}=x} car cela revient à calculer la dérivée au point t = 0 de la fonction {\displaystyle t\mapsto {\rm {e}}^{tx}}.

## Animations

Somme à gauche.
Somme à droite.
Somme au milieu.
Avec {\displaystyle y=x^{2}}.

## Définitions pour les dimensions supérieures
L'idée générale de l'intégrale de Riemann est de découper le domaine d'intégration en sous-domaines, définir une mesure de chaque sous-domaine et la pondérer par une valeur de la fonction à intégrer en un point à l'intérieur du sous-domaine, et de sommer toutes ces valeurs. On voit ainsi que cette idée peut être généralisée simplement aux cas d'intégrales multi-dimensionnelles ou avec une mesure autre que la mesure (usuelle) de Lebesgue.
Dimension supérieure à 2
Le domaine Ω de dimension n est découpé en un nombre fini de cellules {Ω1, Ω2, ..., Ωp }, de volumes respectifs {ΔΩ1, ΔΩ2, ..., ΔΩp} disjoints deux à deux, dont la réunion vaut Ω.
Une somme de Riemann d'une fonction f à valeur réelles définie sur Ω s'écrit alors :
{\displaystyle S=\sum _{k=1}^{p}f(t_{k})\times \Delta \Omega _{k},}
avec tk, un point quelconque de Ωk.
Les volumes correspondent ainsi aux longueurs des intervalles en dimension 1, aux surfaces des cellules en dimensions 2, aux volumes des cellules en dimensions 3, etc.
Pour une mesure différente
Formellement, on peut utiliser une autre mesure que le volume. On introduit ainsi une mesure positive μ. La somme de Riemann s'écrit alors :
{\displaystyle S=\sum _{k=1}^{p}f(t_{k})\mu (\Omega _{k}).}